# The Emotions
The Emotions är en amerikansk vokal musiktrio som bildades 1962 i Chicago, Illinois, då framförandes gospel och under namnet Hutchinson Sunbeams. Gruppen bestod under dess mest framgångsrika tid av de tre systrarna Wanda, Shiela och Pamela Hutchinson. De började få listframgångar 1969 till exempel med låten "So I Can Love You", och hade flera mindre hits i USA under det tidiga 1970-talet. Höjden av sin popularitet nådde gruppen då de fick kontrakt hos Columbia Records och inledde ett samarbete med medlemmar ur Earth, Wind & Fire. Deras största hitlåt "Best of My Love" nådde 1977 förstaplatsen på Billboardlistan. Låten som skrevs av Maurice White och Al McKay tilldelades senare en Grammy i kategorin "Best R&B Vocal Performance". 1979 medverkade The Emotions även på Earth, Wind & Fires hitlåt "Boogie Wonderland".
Gruppen har varit mer sporadiskt aktiv sedan 1990. År 2020 avled Pamela Hutchinson, 61 år gammal.